# Xã Menallen, Quận Adams, Pennsylvania
Xã Menallen (tiếng Anh: Menallen Township) là một xã thuộc quận Adams, tiểu bang Pennsylvania, Hoa Kỳ. Năm 2010, dân số của xã này là 3.515 người.